# Benignuskirche
Benignuskirche, St.-Benignus-Kirche oder St. Benignus (französisch Saint-Bénigne) ist die Bezeichnung von Kirchen, die dem Patrozinium eines Heiligen Benignus geweiht sind.
- geweiht dem Heiligen Benignus von Dijon:
  - St. Benignus (Bischleben), Erfurt, Deutschland
  - Saint-Bénigne, Dijon, Frankreich
  - St. Benignus (Pfäffikon ZH), Schweiz

- geweiht dem Heiligen Benignus von Armagh:
  - St.-Benan-Kirche, Árainn, Irland

Siehe auch:
- Saint-Bénigne